# Thankmar von Münchhausen
Pour les articles homonymes, voir Münchhausen.
Le baron Thankmar von Münchhausen, né le 12 janvier 1932 à Breslau, est un journaliste, écrivain et historien allemand.

## Vie
Münchhausen appartient à la famille des barons von Münchhausen (de), une famille antique de la noblesse allemande. Münchhausen lui-même indique, comme profession de son père : « agriculteur ». En 1946, la famille est expulsée de Szalejów Dolny en Silésie et retourne au siège familial de Stolzenau sur la Weser. Münchhausen passe en 1954 l'Abitur à Petershagen près de Minden. Il commence en 1955 des études de sciences politiques, sociologie et histoire. Il étudie à Heidelberg, Paris, Bonn et Cologne. Il passe finalement un doctorat à la faculté de philosophie de l'université de Heidelberg en 1962 et la même année il entre à la rédaction de la Frankfurter Allgemeine Zeitung. De 1976 à 1998, il est correspondant politique à Paris de la Frankfurter Allgemeine Zeitung. Pendant cette période, il publie plusieurs livres sur l'histoire de la France et sur la ville de Paris.
À la fin de son activité professionnelle principale pour la Frankfurter Allgemeine Zeitung, Münchhausen reste à Paris où il continue d'habiter.

## Distinction
- 2007: Ordre du Mérite de la République fédérale d'Allemagne Croix d'officier.

## Œuvres
- Die französische Algerienpolitik 1945 - 1962. (La politique algérienne de la France 1945 - 1962). 1977
- Mameluken, Paschas und Fellachen : Berichte aus dem Reich Mohammed Alis 1801 - 1849. (Mamelouks, pachas et fellahs : reportages du royaume de Mohamed Ali 1801 - 1849), Tübingen 1982
- Paris. Geschichte einer Stadt von 1800 bis heute. (Paris, histoire d'une ville de 1800 à aujourd'hui), Munich 2007